# Maria Leszczyńska
Maria Karolina Zofia Felicja Leszczyńska  (n. 23 iunie 1703, Poznań, Polonia – d. 24 iunie 1768, Versailles, communauté d'agglomération Versailles Grand Parc⁠(d), Franța) a fost soția regelui Ludovic al XV-lea al Franței și bunica regilor Ludovic al XVI-lea, Ludovic al XVIII-lea și Carol al X-lea. În Franța era numită Marie Leczinska.

## Familie
A fost a doua fiică a regelui Stanisław Leszczyński al Poloniei (mai târziu Duce de Lorena) și al lui Katarzyna Opalińska. Sora ei mai mare, Anna Leszczyńska (1699–1717) a murit la vârsta de 18 ani de pneumonie.
Viața Mariei a fost tulburată de nenorocirea politică a tatălui ei. În mod ironic, cariera politică cu mici șanse a regelui Stanisław a fost în cele din urmă motivul pentru care fiica lui Maria a fost aleasă ca mireasă a regelui Ludovic al XV-lea al Franței.

S-a născut la Trzebnica cu un an înainte ca tatăl ei să fie făcut rege al Poloniei de Carol al XIII-lea al Suediei care a invadat țara. Foarte apropiată de tatăl ei, Maria a împărțit exilul cu el la Wissembourg în provincia franceză Alsacia, loc sugerta de Filip al II-lea, Duce de Orléans, nepot de frate al regelui Ludovic al XIV-lea al Franței și regent în timpul minoratului regelui Ludovic al XV-lea.

## Căsătorie

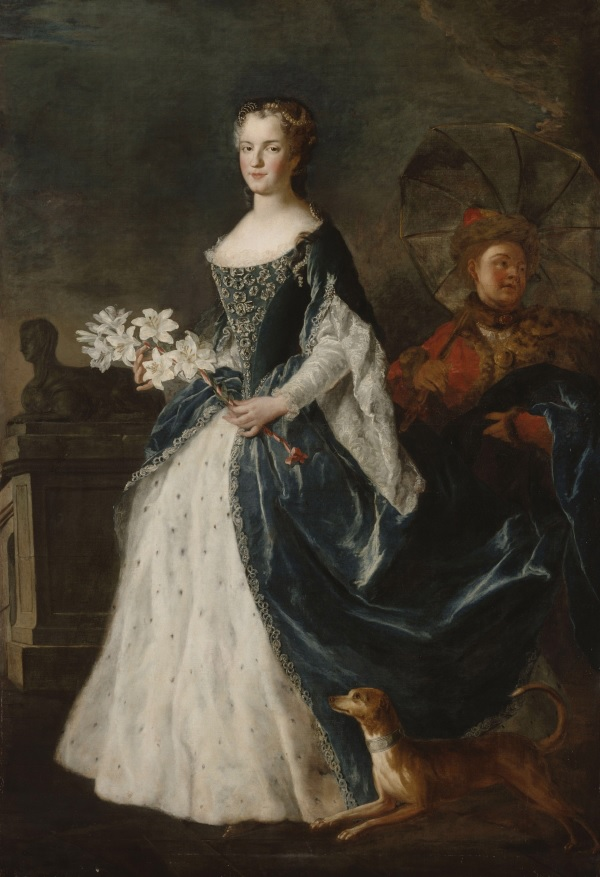
Maria Leszczyńska în 1730, de Alexis Simon Belle.

În 1721, la vârsta de 11 ani, Ludovic al XV-lea a fost logodit cu verișoara sa primară, infanta Mariana Victoria a Spaniei, care avea trei ani. Pentru că regele era fragil și au existat mai multe alerte cu privire la starea sa de sănătate iar Infanta Spaniei era prea mică pentru a produce moștenitori, Cardinalul Fleury, primul ministru al lui Ludovic al XV-lea, a vrut să îi găsească regelui o mireasă care nu ar trage Franța în complicate alianțele politice. Deoarece puterea regală a lui Stanisław nu mai exista, Maria a fost aleasă pentru căsătoria cu regele francez.
Căsătoria prin procură a avut loc la 15 august 1725 la catedrala Strasbourg, Ludovic al XV-lea fiind reprezentat de vărul său, Ducele de Orléans, Ludovic Piosul. Ludovic și Maria s-au întâlnit prima dată în ajunul nunții, care a avut loc la 5 septembrie 1725 la Palatul Fontainebleau. Maria a câștigat popularitate în rândul populației de la început, atunci când a aruncat bani pe drum la nunta ei în Fontainebleau.
Tânarul cuplu căsătorit a fost inițial fericit și au avut mulți copii. În august 1727, la Palatul Versailles, Maria a născut primii copii, două fete gemene, Louise Élisabeth și Henriette Anne. Cea mai mare dintre gemene, Louise Élisabeth, s-a căsătorit cu Infantele Felipe al Spaniei și a devenit Ducesă de Parma. Prin Louise Élisabeth, Maria a devenit strămoașa regelui Juan Carlos I al Spaniei.
Maria i-a dăruit lui Ludovic 10 copii în zece ani, opt fiice și doi fii; doar unul din cei doi băieți, Delfinul Louis-Ferdinand a supraviețuit copilăriei. Nașterea lui Madame Septième (1737) urmată de un avort spontan în anul următor a marcat sfârșitul fericirii cuplului regal. Ludovic care avea 28 de ani s-a plictisit de o soție matură, epuizată de numeroasele sale sarcini. În ciuda scrupulelor sale morale și religioase, regele și-a luat ca metresă pe contesa de Mailly, prima dintre "surorile Mailly".
Ludovic XV era un notoriu afemeiat și a avut numeroase metrese dintre care cea mai cunoscută este Madame de Pompadour. Maria a fost o devotată romano-catolică. Contribuția ei majoră la viața de la Versailles a constat în concertele corale poloneze săptămânale.

## Descendenți
Din căsătoria de la 4 septembrie 1725 cu Ludovic al XV-lea al Franței au rezultat zece copii:
| Nume                       | Naștere           | Deces              | Note                          |
| -------------------------- | ----------------- | ------------------ | ----------------------------- |
| Louise-Elisabeth           | 14 august 1727    | 6 decembrie 1759   | Ducesă de Parma, a avut copii |
| Henriette-Anne             | 14 august 1727    | 10 februarie 1752  | murit celibatară, fără copii  |
| Marie-Louise a Franței     | 28 iulie 1728     | 19 februarie 1733  | murit în copilărie            |
| Ludovic, Delfin al Franței | 4 septembrie 1729 | 20 decembrie 1765  |                               |
| Philippe al Franței        | 30 august 1730    | 17 aprilie 1733    | murit în copilărie            |
| Adélaïde                   | 23 martie 1732    | 27 februarie 1800  | murit celibatară, fără copii  |
| Victoire-Louise            | 11 mai 1733       | 7 iunie 1799       | murit celibatară, fără copii  |
| Sophie-Philippine          | 17 iulie 1734     | 3 martie 1782      | murit celibatară, fără copii  |
| Thérèse-Félicité           | 16 mai 1736       | 28 septembrie 1744 | murit în copilărie            |
| Louise-Marie               | 5 iulie 1737      | 23 decembrie 1787  | murit celibatară, fără copii  |

## Deces
Maria a murit în 1768, cu șase ani înaintea soțului ei. Noua lui metresă era o fostă prostituată, Madame du Barry. Copiii Mariei și nepoții ei au regretat sincer moartea mamei și a bunicii lor. Doi ani mai târziu, nepotul său, viitorul Ludovic al XVI-lea s-a căsătorit cu Maria Antoaneta, o tânără arhiducesă austriacă.